# Nina Agdal
Nina Brohus Agdal (Copenaghen, 26 marzo 1992) è una modella danese.

## Carriera
Cresciuta nella città danese di Hillerød, acquisisce notorietà a partire dal 2010, posando per la copertina del mese di giugno dell'edizione danese della rivista Bazar magazine e per il catalogo natalizio di una nota catena di abbigliamento.
È sotto contratto con la nota agenzia Elite Model Management. Nel 2011 posa per il fotografo Bogdan Morozovskiy e per noti marchi di moda internazionali.
Nel 2012 compare per la prima volta nell'edizione Swimsuit della rivista Sports Illustrated, per cui realizza alcuni scatti alle Seychelles e ottiene il titolo di "Rookie of the Year" (debuttante dell'anno) dopo una votazione online da parte dei lettori della rivista. Nello stesso anno lavora anche con il fotografo Rick Delgado e con prestigiosi marchi..
Nel 2013 posa per le edizioni americane e messicane della rivista Esquire, per la rivista spagnola DTLux e per Sports Illustrated Swimsuit, che la ritrae anche in alcuni scatti realizzati alle Bahamas con la tecnica del bodypainting. Nello stesso anno è scelta come testimonial da diverse aziende di moda e gira uno spot per una nota catena di fast food americana, oggetto di interventi di semi censura, ma che sarà trasmesso negli USA nel periodo del Super Bowl. È inoltre ospite del David Letterman Show e nel cast del film Don Jon.
Nel 2014 prosegue l'attività di modella per noti marchi di abbigliamento, comparendo anche sull'edizione francese della rivista Grazia. Torna a lavorare anche con Sports Illustrated Swimsuit, per cui realizza un servizio fotografico alle Cook Islands ed appare in topless nella copertina celebrativa del 50º anniversario del periodico insieme a Chrissy Teigen e Lily Aldridge.
Nel 2015 è nel cast del film Entourage. Inoltre, posa per Sports Illustrated Swimsuit, noti marchi di abbigliamento e per 100 Great Danes, book di foto realizzato per beneficenza in cui appare parzialmente nuda. Nello stesso anno viene ritratta, sempre parzialmente nuda, anche dal fotografo Frederick Pinet.
Nel 2016 viene riconfermata come modella di Sports Illustrated Swimsuit per cui appare in alcuni scatti realizzati a Zanzibar e testimonial di noti marchi di abbigliamento.
Nel 2017 posa nuovamente per l'edizione swimsuit di Sports Illustrated. A gennaio 2018 suscita particolare clamore un suo lungo post su Instagram in cui dichiara che l'editore di una rivista avrebbe rifiutato di pubblicare un suo servizio fotografico, in quanto non corrisponderebbe ai criteri di magrezza del magazine.
Nel 2020 ha lanciato ufficialmente una app, all'interno della quale pubblica video di fitness, guide nutrizionali e altri suggerimenti.

## Vita privata
Nel 2013 ha avuto una breve relazione con il frontman dei Maroon 5 Adam Levine; ha poi frequentato fino al 2014 il cantautore britannico Max George. Fidanzata dal 2016 al 2017 con l'attore Leonardo DiCaprio, ha  successivamente avuto una relazione con l'attore britannico Jack Brinkley-Cook che si è interrotta a fine 2021.
Ad agosto 2022 ha incontrato ad un evento il wrestler e youtuber statunitense Logan Paul, che ha iniziato a frequentare a partire dal mese di dicembre dello stesso anno. Il 3 luglio 2023 la coppia annuncia ufficialmente sul lago di Como il loro fidanzamento ed il 15 aprile 2024 di stare aspettando il loro primo figlio. Il 30 settembre 2024 la Agdal dà quindi alla luce Esmè Agdal Paul.

## Filmografia
- Don Jon, regia di Joseph Gordon-Levitt (2013) - Ruolo: Supermodella in spot televisivo (cameo)
- Entourage, regia di Doug Ellin (2015) - Ruolo: Bridgite (cameo)

## Agenzie
- Elite Model Management - Copenaghen, New York, Amsterdam, Barcellona, Los Angeles, Miami, Stoccolma
- Munich Models
- Model Management - Amburgo